# Federação Letã de Hóquei no Gelo
A Federação Letã de Hóquei no Gelo é o órgão que dirige e controla o hóquei no gelo da Letônia, comandando as competições nacionais e a seleção nacional.